# Publio Sulpicio Galba Máximo
Publio Sulpicio Galba Máximo (en latín, Publius Sulpicius Galba Maximus) (c.254 a. C. - 190 a. C.) fue un militar romano del siglo III a. C. Dos veces cónsul y una vez dictador, luchó en la segunda guerra púnica y en la primera y segunda guerras macedónicas.

## Vida

### Primer consulado
Galba fue elegido cónsul para el año 211 a. C. junto con Gneo Fulvio Centumalo Máximo, a pesar de que nunca había antes ejercido ninguna magistratura curul. Entró en funciones en los idus de marzo, y los cónsules de ese año tenían Apulia como su provincia, pero el Senado decretó que solamente uno de los cónsules debía permanecer en Apulia, y que el otro debía tener Macedonia como su provincia. Cuando los cargos fueron seleccionados para ver cuál de los cónsules tenía que dejar Apulia, P. Sulpicio Galba obtuvo Macedonia, con la misión de continuar las operaciones como sucesor de Marco Valerio Levino, durante la primera guerra macedónica.

### Procónsul en Grecia 210-205 a.C.
Al término de su consulado, su imperium se prolongó un año, pero debido al informe jactancioso que Levino había hecho de sus propios logros, Sulpicio Galba recibió la orden de disolver su ejército, y mantuvo el mando de una sola legión y de los socii navales, de la flota, y una suma de dinero fue puesta a su disposición para suplir las necesidades de sus fuerzas. 
Durante este año, 210 a. C., Sulpicio Galba, naturalmente, podía hacer muy poco, y todo lo que se sabe es que tomó la isla de Egina, que fue saqueada y entregada a los etolios, aliados de los romanos, y que en vano trató de aliviar la situación de Equino, que estaba sitiada por Filipo de Macedonia. 
Para el año 209 a. C., su imperio se prolongó de nuevo, con Macedonia y Grecia como su provincia. Además de los etolios; los romanos habían conseguido aliarse también con Átalo contra Filipo. 
En la batalla de Lamía, los etolios fueron asistidos por 1.000 romanos, a quien Galba había enviado, mientras que él estaba estacionado en Naupacto. Cuando Filipo V apareció en Dyme, en su marcha contra Elis, Galba había llegado con quince de sus barcos a la costa norte del Peloponeso, y sus soldados estaban devastando y saqueando el país, pero la llegada repentina de Filipo les obligó a regresar a su base en Naupacto. 
Como Filipo, sin embargo, se viera obligado a regresar a Macedonia, que estaba siendo amenazada con una invasión por parte de uno de sus vecinos bárbaros, Galba finalmente navegó a Egina, donde se unió a la flota de Atalo, y ambos establecieron allí sus cuarteles de invierno. 
En la primavera de 208 a. C. Galba y Átalo I de Pérgamo, con sus flotas unidas de sesenta naves, zarparon sobre Lemnos, Átalo realizó un ataque a la isla de Pepareto, y luego cruzó con Galba a Nicea. Desde allí se dirigieron a Eubea, para atacar la ciudad de Óreo, que estaba ocupada por una guarnición macedonia, pero fue entregada a traición a Galba. 
Envalentonado por esta fácil conquista, Galba también quiso dar un golpe contra Calcis, pero pronto descubrió que tendría que luchar con muchas dificultades, y prefirió navegar a Cino, una ciudad-puerto de Lócrida. En el intervalo, Átalo fue expulsado por Filipo de Fócida, y, con el informe de que Prusias había invadido su reino, regresó a Asia. 
Galba regresó a Egina, y permaneció en Grecia durante algunos años más, sin hacer nada digno de destacar. Los romanos no efectuaban una asistencia eficaz a los etolios, ni siquiera después de la caída de Asdrúbal, que disminuía considerablemente el peligro para la seguridad de Italia. Los etolios tuvieron entonces que actuar por sí mismos, con todo el peso de la guerra contra Filipo V.

### Su regreso a Roma
En 204 a. C. Galba fue llamado de Grecia, y fue sucedido por el procónsul, P. Sempronio. Al año siguiente (203 a. C.) fue nombrado dictador, junto con Marco Servilio Púlex Gémino como su "Magister Equitum" con el fin de celebrar los comicios, y convocando a Cn. Servilio desde Sicilia.

### Segundo consulado
En 200 a. C., año en el que la guerra con Filipo V estalló de nuevo, Galba fue nombrado cónsul por segunda vez, y obtuvo Macedonia como su provincia. El pueblo de Roma no estaba muy satisfecho de que se iniciase una nueva guerra, pues aún no había sido capaz de recuperarse de los sufrimientos del conflicto con los cartagineses, pero el Senado y Galba continuaron con su plan, y la guerra contra Filipo, conocida como la segunda guerra macedónica, fue decretada. A Galba se le permitió elegir sus tropas de entre el ejército de Escipión el Africano que había traído de África, de todos los que estaban dispuestos a servir de nuevo, pero ninguno de los veteranos debería ser obligado. 
Después de haber seleccionado a sus hombres y sus barcos, zarpó de Brindisi a la costa opuesta, desembarcó en Apolonia, con un plan para invadir Macedonia por el oeste. A su llegada se reunió con embajadores atenienses, que imploraron su protección contra los macedonios, y envió a Cayo Claudio Centón con 20 barcos y 1.000 hombres para su asistencia. 
Pero como se acercaba el otoño, cuando Galba llegó a su provincia, levantó sus cuarteles de invierno en un barrio de Apolonia. En la primavera de 199 a. C., avanzó con su ejército a través del país de los Dassaretii, y todas las ciudades y pueblos en su camino se rindieron a él, y sólo unos pocos fueron tomados por la fuerza. Los romanos, así como Filipo, eran ignorantes de los movimientos que el otro estaba realizando, hasta que las vanguardias de ambos ejércitos se encontraron por accidente, y tuvo lugar una escaramuza. 
Los ejércitos hostiles, a continuación, acamparon a cierta distancia unos de otros, y se produjeron varios combates de menor importancia, en uno de los cuales los romanos sufrieron pérdidas considerables. Ocurrido esto, siguió una batalla entre la caballería, en la que los romanos fueron batidos de nuevo, pero los macedonios, que se lanzaron precipitadamente en persecución del enemigo, de repente se vieron atacados en sus flancos, y se pusieron en fuga, durante la cual Filipo estuvo a punto de perder la vida. 
Estos compromisos se produjeron cerca de los pasos de Eordea. Inmediatamente después de esta derrota; Filipo envió un mensajero a Galba demandando una tregua, el romano aplazó su decisión hasta el día siguiente, pero en la noche siguiente Filipo y su ejército abandonaron en secreto su campamento, sin que los romanos supieran en qué dirección había desaparecido el rey. 
Después de haber permanecido en el lugar durante algunos días más, Galba marchó hacia Pluvina, y acampó en las orillas del río Osphagus, no muy lejos del lugar donde había tomado el rey su cargo. También en esta oportunidad los romanos ocuparon su tiempo en conquistas de poca monta y nada decisivo se llevó a cabo, y en el otoño, Galba regresó con su ejército a Apolonia. 
En el año siguiente Publio Vilio Tápulo fue elegido cónsul, con Macedonia en su provincia, y Galba regresó a Roma.

### Sus últimas misiones
En 197 a. C., Galba y Vilio Tápulo fueron nombrados legados de T. Quincio Flaminino en Macedonia, y en el año siguiente, cuando se decretó en Roma que diez comisionados debían ser enviados a arreglar con Flaminino los asuntos entre Roma y Macedonia, Galba y Tápulo recibieron el encargo de actuar como dos de estos comisionados.
En 193 a. C. Galba y Tápulo fueron enviados como embajadores ante Antíoco; ellos fueron primero a ver a Eumenes II de Pérgamo, como se les había ordenado, quien instó a los romanos a comenzar la guerra contra Antíoco de una vez. Durante un corto período de tiempo, Galba tuvo que permanecer en Pérgamo por enfermedad, pero se restableció pronto y se fue a Éfeso, donde, en lugar de Antíoco, encontró a un subordinado, a quien el rey había delegado con plenos poderes. 
El resultado de las negociaciones fue la guerra con Antíoco. Este es el último evento registrado en la vida de Galba. Los historiadores sugieren que para entonces ya había alcanzado la vejez, por lo que aparentemente murió poco después de completar esta misión diplomática.